# Феррера (Граубюнден)
Феррера (нім. Ferrera GR) — громада  в Швейцарії в кантоні Граубюнден, регіон Віамала.

## Географія
Громада розташована на відстані близько 160 км на схід від Берна, 35 км на південь від Кура.
Феррера має площу 75,5 км², з яких на 0,4% дозволяється будівництво (житлове та будівництво доріг), 24,8% використовуються в сільськогосподарських цілях, 17,9% зайнято лісами, 56,9% не є продуктивними (річки, льодовики або гори).

## Демографія
2019 року в громаді мешкало 80 осіб (-3,6% порівняно з 2010 роком), іноземців було 11,3%. Густота населення становила 1 осіб/км².
За віковим діапазоном населення розподілялося таким чином: 8,8% — особи молодші 20 років, 56,3% — особи у віці 20—64 років, 35% — особи у віці 65 років та старші. Було 43 помешкань (у середньому 1,8 особи в помешканні).